# إيرا هال
إيرا هال (بالإنجليزية: Ira Hall)‏ هو مهندس أمريكي، ولد في 2 فبراير 1892، وتوفي في 6 فبراير 1987.

## وصلات خارجية
- إيرا هال على موقع DriverDB.com (الإنجليزية)